# Acanthuroidei
Los Acanthuroidei son un suborden de peces dentro del orden Perciformes, típicamente marinos de aguas tropicales con el cuerpo aplastado lateralmente y de bellos colores.

## Sistemática
Existen seis familias encuadradas en este suborden:
- Familia Acanthuridae (Bonaparte, 1835) - Los acantúridos, habituales en los arrecifes de coral.
- Familia Ephippidae (Bleeker, 1859) - Pagualas o Peluqueros.
- Familia Luvaridae (Gill, 1885) - con una única especie: Emperador.
- Familia Scatophagidae (Gill, 1883) - Los Pingos.
- Familia Siganidae (Richardson, 1837) - Los Siganos.
- Familia Zanclidae (Bleeker, 1876) - con una única especie: Ídolo moro.

## Imágenes

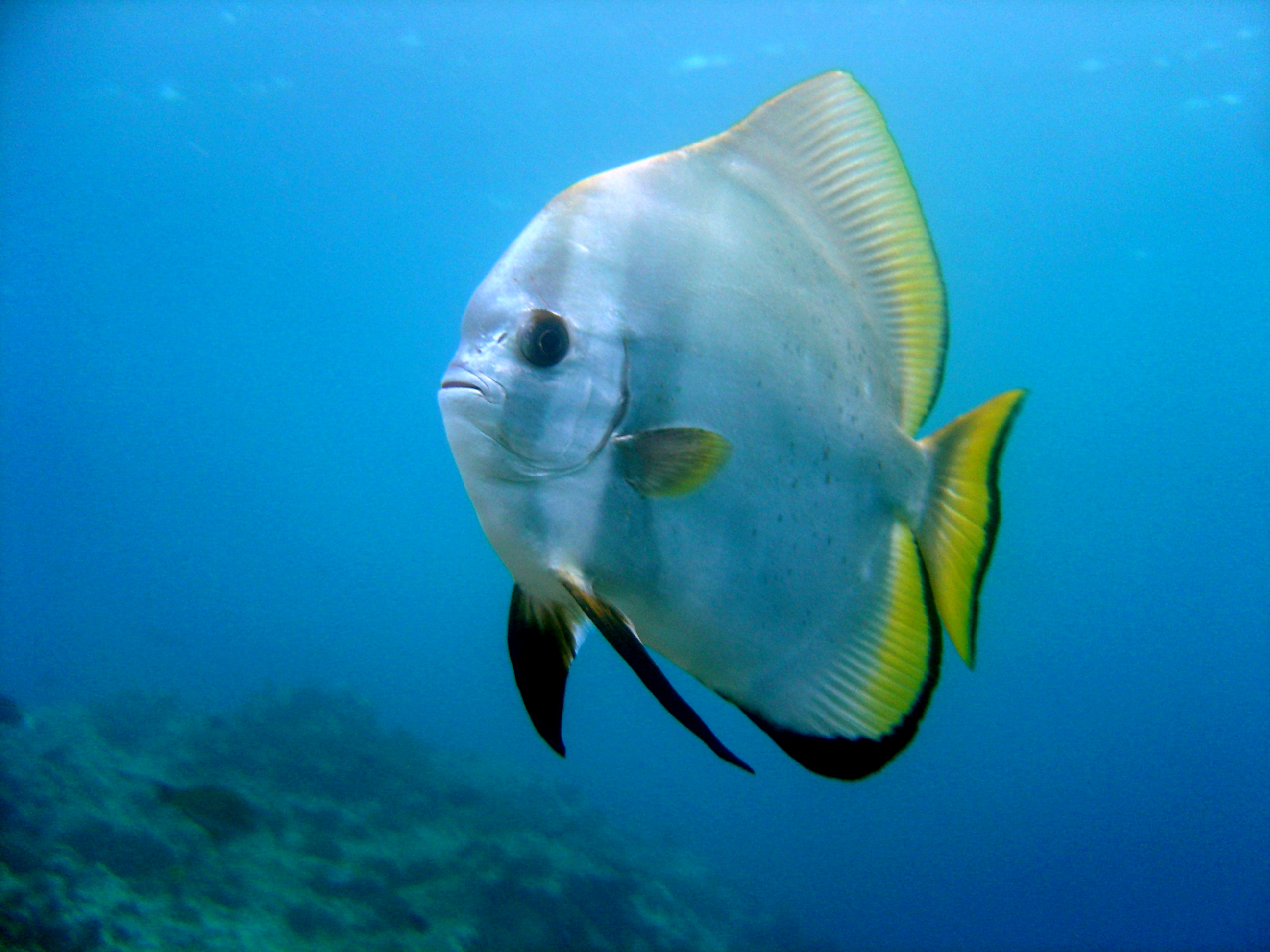
Paguala
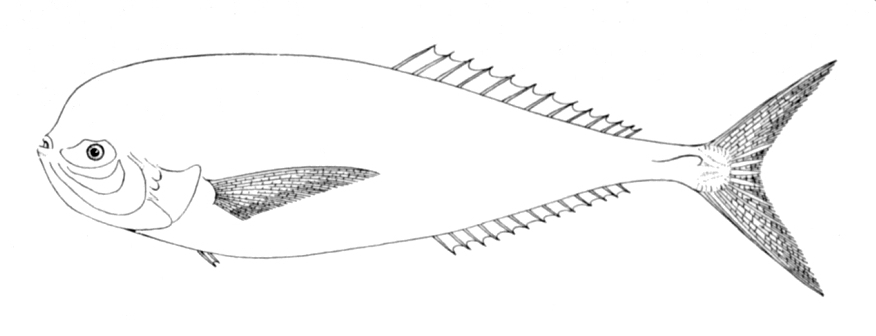
Emperador
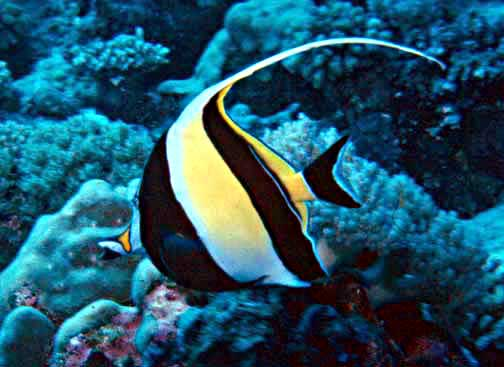
Ídolo moro